# David Di Nápoli
David Di Nápoli (Buenos Aires, 22 de septiembre de 1940) es un actor, director y profesor de teatro argentino de vasta trayectoria en el medio cuyo nombre completo es David Mario Di Napoli Vita Diez. Estuvo casado con Celia Alonso durante muchos años, y en los últimos mantiene una relación sentimental con Clara Vaccaro.

## Antecedentes personales
Su madre falleció a los cinco meses de su nacimiento y su padre lo abandonó, por lo que se crio junto a sus hermanos con una hermana del padre, que era vestuarista y hacía los vestidos para la gente del Teatro Colón pero falleció cuando Davíd tenía cinco años por lo que se mudaron con una hermana de su madre, que vivía mucho más modestamente en el pasaje Seeber, y a los dieciséis años se fue de su casa y trabajó y estudió teatro. Se casó con Celia Alonso cuando ella tenía 17 años

## Actividad profesional
Ingresó al Grupo Independiente La Máscara de Paseo Colón y Belgrano, en 1960, cuando tenía 20 años, donde estaban Hedy Crilla, que había estado con  Stanislavsky; Carlos Gandolfo, Elsa Berenguer, Flora Steinberg, Carlos Moreno, Lito Cruz, Pepe Novoa, Agustín Alezzo, Pochi Ducasse, Martín Adjemián, Adriana Aizemberg. Colaboró en la preparación psico-corporal de los elencos de “América Hurra”, de Jean Claude Van Itallie, con dirección de  Carlos Gandolfo; “El campo”, de  Griselda Gambaro, con dirección de  Augusto Fernandes y con el grupo  Stivel; asesoró en expresión corporal en obras como “Atendiendo al Sr Sloan”, de Joe Orton, dirigida por  Alberto Ure, en la Sala Planeta en 1968; también en “Viet Rock” en 1968, dirigida por  Jaime Kogan en el teatro Payro. En “El Sr Galíndez”, de  Eduardo Pavlovsky dirigida por  Jaime Kogan en el teatro Payro en 1972. En “Cementerio de automóviles”, de Fernando Arrabal, dirigida por Lito Gutkin en 1973, en el Teatro IFT. En “Hormiga Negra”, dirigida por  Lorenzo Quinteros, aunque no se llegó a estrenar por la caída de  Isabel Perón en 1976. 

## Labor en cine
- Operación Masacre (1972) dirección Jorge Cedrón
- Expertos en pinchazos (1979) dirección Hugo Sofovich
- Desembarcos (1989) dirección Jeanine Meerapfel y Alcides Chiesa
- Rompecorazones (1992) dirección Jorge Stamadianos
- El mar de Lucas (1999) dirección: Victor Laplace
- Cruz de sal (2003) dirección Jorge Lozano
- Palermo Hollywood (2004) dirección Damián Santos
- El secreto de sus ojos (2009) dirección Juan José Campanella
- Motín en Sierra Chica (2013) dirección Jaime L. Lozano
- Expediente Santiso (2015) dirección Brian Maya
- Humo bajo el agua (2023) dirección Julio Midú y Fabio Junco
- El retiro (2019) dirección Ricardo Díaz Iacoponi

## Labor actoral en teatro
- Historia tendenciosa de la clase media argentina - autor: Ricardo Monti- dirección: Jaime Kogan- Teatro Payro.
- Kaput - autor: Woody Allen- dirección: Ismael Hase- Teatro: Olimpia
- El estuario - autor: David Storey- dirección: Carlos Rivas- teatro: Lassalle.
- El sillico de alivio - autor: Bernardo Carey- dirección Lorenzo Quinteros- Teatro Ateneo.
- Posdata tu gato ha muerto- autor: J.Kirwood- dirección: Emilio Alfaro - Teatro Ateneo.
- Happy end - autor: Bertolt Brecht – dirección: Daniel Suárez Marzal
- La discreta enamorada – autor: Lope de Vega - dirección: Santiago Doria - sala del jardín botánico.
- Los pro y los contra de hacer dedo - autor: José Sbarra - Teatro Liberarte.
- Mirando el tendido – autor: j. Santana - dirección: Lito Cruz - Teatro Presidente Alvear
- Caricias –autor: Sergio Belbel - dirección: Claudio Nadie.
- Búfalos - autor: Claudio Nadie - dirección: Claudio Nadie.
- Locos de verano – autor: Gregorio de Laferrere- dirección: Daniel Marcove- teatro: Presidente Alvear.
- El día que murió Grace Kelly – autor: Claudio Nadie- dirección: Claudio Nadie- sala Gandhi.
- Mefis anda suelto – varios autores – dirección: Juan Carlos Ricci.
- El inspector – autor: León Tolstoy - dirección: Villanueva cosse - Teatro General San Martín.
- Medida por medida – autor: W. Shakespeare - dirección: Laura Yussem.- Teatro General San Martín.
- Juancito de la ribera – teatro al aire libre en Calle Caminito, en el barrio de La Boca.
- La venganza de Don Mendo – dirección: Villanueva Cosse - Teatro de la Ribera.
- El hombre de la flor en la boca – autor: Luigi Pirandello – dirección: Clara Vaccaro - teatro de Cámara del museo Eduardo Sivori.
- La divina comedia - los cantos del infierno – autor: Dante Alighieri- dirección: Clara Vaccaro - Teatro de Cámara del museo Eduardo Sivori.
- El evangelio según Darío Fo, dirigido por Claudio Nadie 2005-2006 en el teatro de la Ribera
- El toque de un poeta, épocas pasadas – Autor: Eugene O’Neill – dirección: Barry Primus.
- Justo en lo mejor de mi vida - en gira por toda Argentina, dirigido por Julio Baccaro 2006.
- Marat sade - dirección Villanueva Cosse - Teatro General San Martín temporada 2009.
- Don Arturo Illia – autor: Eduardo Rovner – dirección: Héctor Giovine.

## Labor como director teatral
- Hay que apagar el fuego – Autor: Carlos Gorostiza
- El pedido de mano (codirigida con Clara Vaccaro) – Autor: Antón Chejov.
- Ciclo de Humor: Los Alquimistas - Coordinación General: María Dutil. Dirección: Augusto Britez y David Di Napoli. Dirección General: Lito Cruz.
- Buscando a Federico, sobre textos de García Lorca – Dirección y actuación conjunta con Clara Vaccaro.
- Mujeres enamoradas piensan – Autoría y actuación de Clara Vaccaro.
- Mujeres cuentan mujeres – Autoría y actuación de Clara Vaccaro.
- El oso – Autor: Antón Chejov.
- El organito – Autor: Armando y Enrique Santos Discepolo.

## Labor en televisión
- La mente del poder - Serie de TNT como Carmelo
- Un gallo para Esculapio - Unitario de Telefe
- La misión - Unitario de canal Acequia.
- El Puntero - Unitario de Canal 13
- Dos hermanos - ciclo de canal 7
- Los simuladores - ciclo de canal 11
- Buenos vecinos - ciclo de canal 11
- Señoras y señores - ciclo de canal 13
- Poliladron - ciclo de canal 13
- El sheik - ciclo de canal 13
- La hermana mayor - ciclo de canal 9
- Montaña Rusa - ciclo de canal 13

## Labor docente y organizativa
- Profesor del Conservatorio Nacional de Arte Dramático desde 1973 hasta la caída de Isabel Peron, haciendo los planes de estudio de la materia “Gimnasia Expresiva” desde el primero al cuarto año, a pedido del rector Agustín Alezzo.
- Profesor de la Escuela Municipal de Arte Dramático de la Ciudad de Buenos Aires
- Profesor adjunto del actor Oscar Lito Cruz en su Estudio Dramático de entrenamiento y actuación para profesionales de dicho arte.
- Dictó en todo el país seminarios sobre técnica de la actuación, su fomento, alternativas regionales, autogestión y excelencia en la gestión cultural y realización artística. También desarrolló seminarios para grupos y asociaciones actorales en Perú, Paraguay, Uruguay y Chile.
- Perteneció a la Asociación Argentina de Actores, con el cargo durante un periodo de Director de Cultura de la misma.
- Fue coordinador artístico del Parque Chacabuco.
- Fue coordinador del Teatro de la Ribera (en el barrio de La Boca).
- En la Dirección de Cultura de la Nación fue integrante y fundador del Instituto Nacional de Teatro. Como director electo de fomento, en dicho instituto, desarrolló la revitalizanción de las labores artísticas, relacionadas con el espectáculo y regionalismo de las distintas tendencias culturales del país.
- En la Biblioteca Nacional organizó el ciclo “Grandes figuras y radio teatro para ver”, ganando el Premio A.C.E. en 1998, otorgado por la Asociación de Cronistas del Espectáculo, debido a la originalidad del ciclo y el fomento al desarrollo del teatro argentino.
- Bajo su conducción, dirección y actuación (junto a Clara Vaccaro) se presentó el ciclo de Teatro de Cámara 2011 que incluyó obras de pequeño formato –no más 40 de minutos– con textos surgidos de la adaptación de temas universales.